# 피카소 미술관 (말라가)

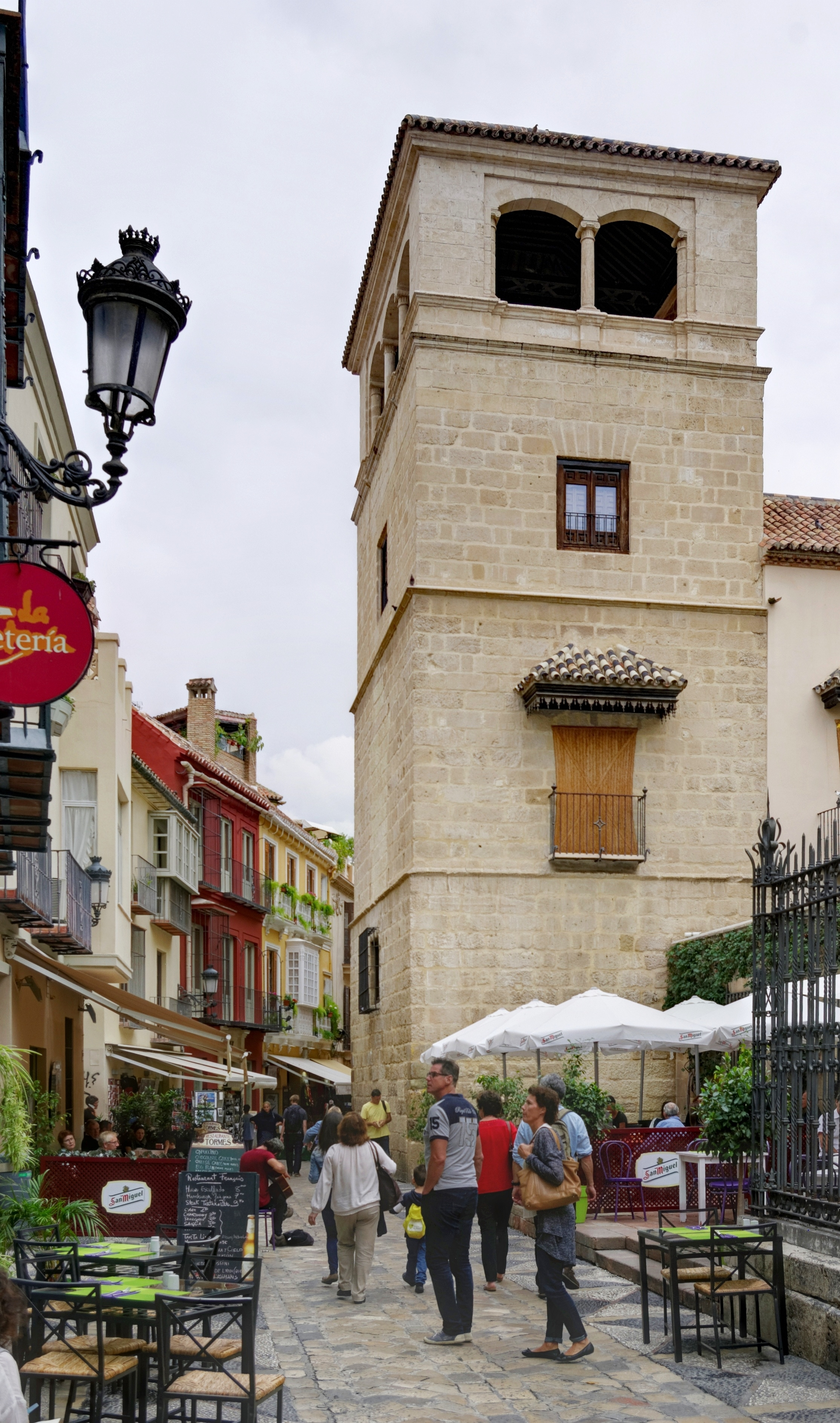
피카소 미술관

피카소 미술관(스페인어: Museo Picasso Málaga)은 스페인 말라가에 위치한 미술관이다.

## 같이 보기
- 피카소 미술관 (파리)
- 피카소 미술관 (바르셀로나)